# Katoliška dežela Umbrija
Katoliška dežela Umbrija je skupno ime za škofije in nadškofije v istoimenski italijanski deželi Umbrija (Regione Umbria). Obsega sledečih 8 škofij: Città di Castello, Gubbio, Assisi, Foligno, Spoleto, Terni, Orvieto, Perugia.
Po podatkih zbornika Istituto Centrale per il sostentamento del clero 2006 živi na površini 9.019 km² skupno 836.013 vernikov v 606 župnijah.
V Umbriji so bile prve škofije ustanovljene že v tretjem stoletju, a versko življenje teh krajev se dolgo ni popolnoma razvilo, predvsem zaradi dolgotrajnih barbarskih vdorov, ki so tedaj pustošili deželo. Šele po uveljavitvi fevdalnega gospostva v Spoletu in po prihodu Frankov so se v enajstem stoletju začela razvijati tudi druga mesta. Istočasno se je obnovila tudi verska zavest, ki je hotela nekako nadomestiti stoletja odsotnosti z ekstremnimi izrazi pobožnosti. Tako so bila ustanovljena razna združenja samotarjev in eremitov, od katerih si je večina zadala zelo stroga pravila, na primer bičarji. V trinajstem stoletju se je razvil tudi frančiškanski red, ki se je pozneje razširil po vsem svetu. Iz njegovih vrst časti katoliška cerkev več svetnikov, seveda predvsem same začetnike, Frančiška Asiškega in Klaro.